# 三重県警察

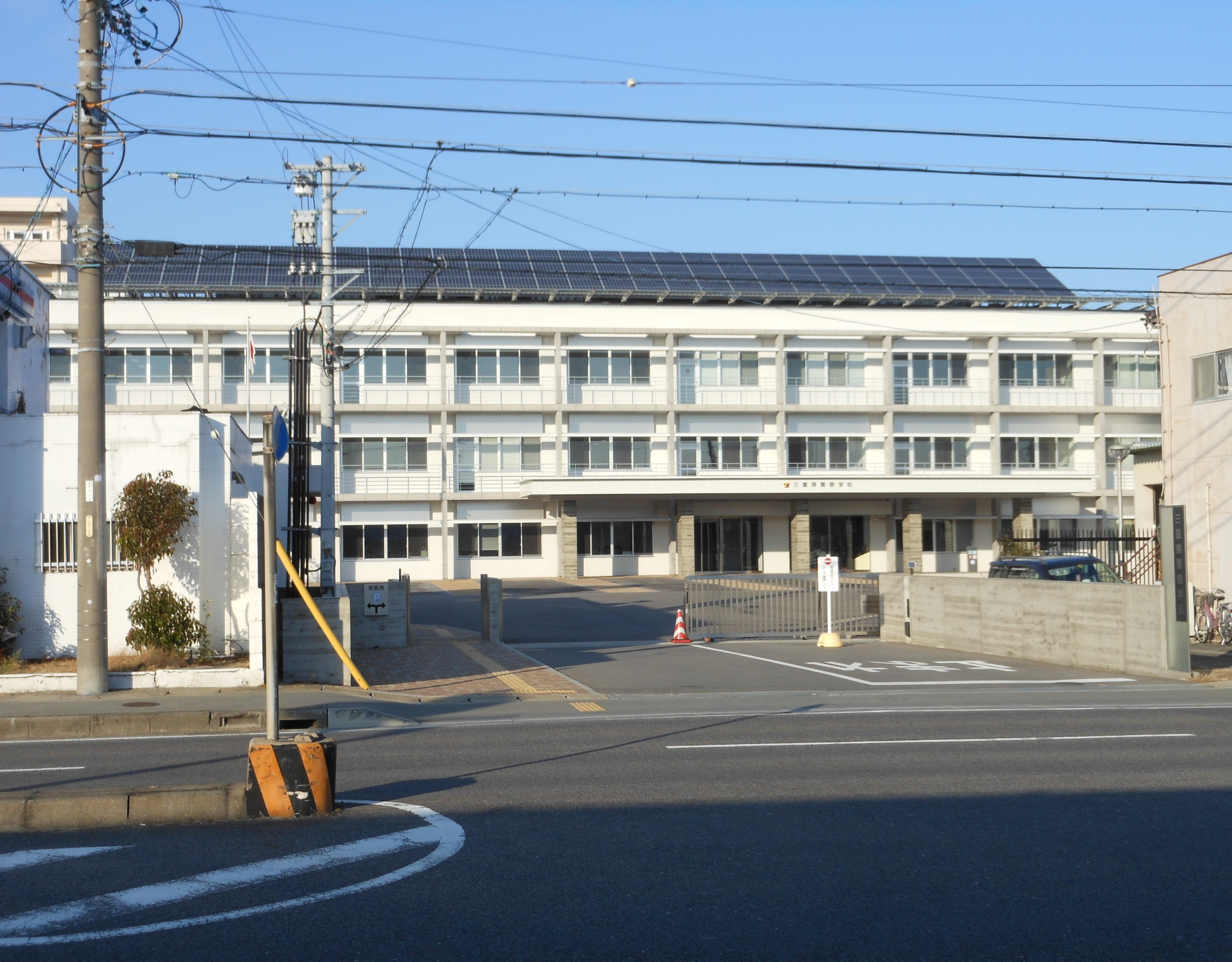
三重県警察学校

三重県警察（みえけんけいさつ、英: Mie Prefectural Police Headquarters、略称: 三重県警）は、警察法第36条により三重県に置かれた警察組織。警察法第38条により三重県公安委員会の管理を受ける。給与支払者は三重県知事。中部管区警察局管内。本部所在地は津市栄町一丁目100番地。
管内に伊勢神宮を抱えているため、政府関係者や皇族など警衛警護の経験が豊富である。この経緯が2016年の第42回先進国首脳会議の開催地が志摩市賢島に決定した要因の一つとなった。

## 沿革
- 1954年（昭和29年）7月1日 - 新警察法施行に伴い、国家地方警察三重県本部と、津市警察などの自治体警察を廃止し三重県警察発足。
- 1957年（昭和32年）8月1日 - 飯高、南島、大王の各警察署を廃止し、警部派出所に改編する。
- 2017年（平成29年）
  - 3月 - 110番センターの通信指令システムを更新[2]。
  - 4月1日 - 地域部を新設。

## 本部組織

### 警務部
- 総務課
  - 秘書係
  - 県議会連絡係
  - 公文書管理係
  - 情報公開係
  - 広聴係
  - 公安委員会事務室
    - 公安委員会事務係

  - 広報室
    - 広報係

  - 取調べ監督室
    - 取調べ監督係
- 会計課
  - 予算係
  - 出納係
  - 調達係
  - 物品管理係
  - 装備係
  - 車両整備係
  - 監査室
    - 企画指導係
    - 監査係
    - 遺失物管理係

  - 施設室
    - 施設企画係
    - 施設管理係
    - 安全施設係
    - 営繕係
- 情報管理課
  - 企画指導係
  - デジタル推進係
  - 情報セキュリティ係
  - 電算開発係
  - 電算運用係
  - 照会係
- 警務課
  - 庶務係
  - コンプライアンス推進係
  - 教養係
  - 術科指導係
  - 監察企画係
  - 監察係
  - 訟務係
  - 企画室
    - 企画係
    - 組織・法制係

  - 人事管理室
    - 人事第一係
    - 人事第二係
    - 給与係

  - 被害者支援室
    - 被害者支援係
- 厚生課
  - 厚生企画係
  - 健康管理係
  - 共済第一係
  - 共済第二係
  - 福利係
- 留置管理課
  - 留置管理第一係
  - 留置管理第二係

### 生活安全部
- 生活安全企画課
  - 庶務係
  - 企画係
  - 指導係
  - 犯罪抑止対策係
  - 地域安全係
  - 許可等事務室
    - 許可等事務係
- 人身安全対策課
  - 企画指導係
  - ストーカー・配偶者暴力対策係
  - 虐待対策係
  - 特別捜査係
- 少年課
  - 企画係
  - 捜査指導係
  - 捜査係
  - 少年サポートセンター
    - 少年育成係
    - 補導係
    - 少年サポートセンター係
    - 方面少年サポートセンター係
- 生活環境課
  - 捜査指導係
  - 生活環境特別捜査係
- サイバー犯罪対策課
  - 企画係
  - 人材育成係
  - 犯罪対策係
  - サイバー捜査指導係
  - サイバー事案捜査係
  - 技術支援係
  - 解析支援係

### 地域部
- 地域課
  - 庶務係
  - 企画係
  - 指導第一係
  - 指導第二係
  - 雑路・事故係
  - 山岳警備係
  - 水上警察隊
    - 水上警察係

  - 鉄道警察隊
    - 鉄道警察係
- 通信指令課
  - 企画指導係
  - 通信運用係
  - 通信係
  - 指令係
- 自動車警ら隊
  - 企画指導係
  - 第一小隊
  - 第二小隊
  - 第三小隊

### 刑事部
- 刑事企画課
  - 庶務係
  - 企画係
  - 刑事指導室
    - 指導係
    - 刑事教養係
    - 公判対応係
    - 取調べ指導係
    - 手配共助係

  - 通訳センター
    - 通訳係
- 捜査支援分析課
  - 庶務係
  - 捜査支援係
  - 統計係
  - 手口係
  - 情報分析係
  - 機動捜査隊
    - 庶務係
    - 企画指導係
    - 第一小隊
    - 第二小隊
    - 第三小隊
- 捜査第一課
  - 庶務係
  - 強行犯・性犯罪捜査室
    - 事件指導係
    - 強行犯係
    - 特命強行犯係
    - 性犯罪捜査係
    - 特殊事件捜査係

  - 検視官室
    - 検視係
- 捜査第二課
  - 庶務係
  - 企画指導・選挙係
  - 知能・金融係
  - 告訴・告発係
  - 特別捜査係
- 捜査第三課
  - 庶務係
  - 指導係
  - 組織窃盗捜査係
  - 盗犯係
  - 盗品捜査係
- 組織犯罪対策課
  - 庶務係
  - 企画指導係
  - 情報分析係
  - 犯罪収益対策係
  - 暴力団対策係
  - 暴力団排除係
  - 暴力団取締指導係
  - 暴力団取締係
  - 特殊詐欺捜査指導係
  - 特殊詐欺連合捜査係
  - 特殊詐欺捜査係
  - 組織犯罪特別捜査監
    - 匿名・流動型犯罪グループ実態解明・捜査係

  - 薬物銃器指導係
  - 薬物銃器捜査係
  - 国際捜査指導係
  - 国際対策係
  - 実態解明係
  - 国際捜査係
- 鑑識課
  - 庶務係
  - 鑑識指導係
  - 現場係
  - 写真係
  - 足痕跡係
  - 指紋資料係
  - 現場指紋係
  - 機動鑑識隊
    - 第一小隊
    - 第二小隊
    - 第三小隊
- 科学捜査研究所
  - 庶務係
  - 指導係
  - 物理係
  - 化学係
  - 法医係
  - 文書係
  - 心理係

### 交通部
- 交通企画課
  - 庶務係
  - 企画係
  - 交通安全対策室
    - 交通事故分析係
    - 安全対策係
    - 高齢者対策係
    - 交通安全教育係
- 交通規制課
  - 規制総務係
  - 規制第一係
  - 規制第二係
  - 施設第一係
  - 施設第二係
  - 管制運用システム係
- 交通指導課
  - 指導取締係
  - 取締管理係
  - 自動速度取締係
  - 通告係
  - 放置駐車対策係
  - 交通捜査指導係
  - 交通特別捜査係
  - 交通捜査係
- 交通機動隊
  - 庶務係
  - 企画指導係
  - 指導送致係
  - 第一小隊
  - 第二小隊
  - 第三小隊
  - 第四小隊
- 高速道路交通警察隊
  - 庶務係
  - 企画係
  - 指導係
  - 交通捜査係
  - 第一小隊
  - 第二小隊
  - 第三小隊
  - 第四小隊
  - 第五小隊
  - 第六小隊
- 運転免許センター
  - 運転免許課
    - 庶務係
    - 企画係
    - システム運用係
    - 免許管理室
      - 運転免許管理係
      - 運転免許登録係

    - 運転者支援室
      - 講習指導第一係
      - 講習指導第二係
      - 高齢者指導係
      - 敵性審査係
      - 敵性相談係

    - 学科試験係
    - 技能試験係
    - 外国免許審査係
    - 教習所指導係
    - 意見聴取室
      - 審査・登録係
      - 意見聴取・処分執行係

### 警備部
- 警備企画課
  - 庶務係
  - 企画係
  - 資料係
  - 第一係
  - 第二係
  - 第三係
  - 第四係
  - 第五係
  - 第六係
  - 警備特別対策室
- 警備第一課
  - 第一係
  - 第二係
  - 第三係
  - 外事情報戦略室
- 警備第二課
  - 警備実施係
  - 警衛警護室
    - 警衛係
    - 警護係

  - 危機管理室
    - 危機管理係
    - 災害対策係

  - 警察航空隊
    - 航空係
- 機動隊
  - 庶務係
  - 運用係
  - 教養訓練係
  - 装備技術係
  - 第一小隊
  - 第二小隊
  - 第三小隊

### 三重県警察学校
- 庶務係
- 教務係
- 学生係

## 警察署
警察署数は18。うち、県内有数の大規模署である津警察署と四日市南警察署の署長の階級は警視正。それ以外の警察署長の階級は警視。警察車両のナンバー地名は鈴鹿市・亀山市が「鈴鹿」、四日市市が「四日市」、伊勢市・鳥羽市・志摩市・多気郡(明和町)・度会郡(度会町、玉城町、南伊勢町)が「伊勢志摩」、それ以外の地域は「三重」となる。
| 地名     | 地域   | 警察署名称     | 所在地             | 管轄区域                                                 |
| -------- | ------ | -------------- | ------------------ | -------------------------------------------------------- |
| 三重     | 北勢   | 桑名警察署     | 桑名市江場         | 桑名市、桑名郡木曽岬町                                   |
| 三重     | 北勢   | いなべ警察署   | いなべ市員弁町宇野 | いなべ市、員弁郡東員町                                   |
| 四日市   | 北勢   | 四日市北警察署 | 四日市市大字羽津   | 四日市市北部、三重郡朝日町・川越町                       |
| 四日市   | 北勢   | 四日市南警察署 | 四日市市新正       | 四日市市中部・南部                                       |
| 四日市   | 北勢   | 四日市西警察署 | 三重郡菰野町大強原 | 四日市市西部                                             |
| 三重     | 北勢   | 四日市西警察署 | 三重郡菰野町大強原 | 三重郡菰野町                                             |
| 鈴鹿     | 北勢   | 亀山警察署     | 亀山市野村         | 亀山市                                                   |
| 鈴鹿     | 北勢   | 鈴鹿警察署     | 鈴鹿市江島町       | 鈴鹿市                                                   |
| 三重     | 中勢   | 津警察署       | 津市丸之内         | 津市中部                                                 |
| 三重     | 中勢   | 津南警察署     | 津市久居明神町     | 津市南部                                                 |
| 三重     | 中勢   | 松阪警察署     | 松阪市中央町       | 松阪市、多気郡多気町                                     |
| 伊勢志摩 | 中勢   | 松阪警察署     | 松阪市中央町       | 多気郡明和町                                             |
| 三重     | 中勢   | 大台警察署     | 多気郡大台町佐原   | 多気郡大台町                                             |
| 三重     | 南勢   | 大台警察署     | 多気郡大台町佐原   | 度会郡大紀町                                             |
| 伊勢志摩 | 南勢   | 伊勢警察署     | 伊勢市神田久志本町 | 伊勢市、度会郡玉城町・度会町・南伊勢町                   |
| 伊勢志摩 | 志摩   | 鳥羽警察署     | 鳥羽市松尾町       | 鳥羽市、志摩市                                           |
| 三重     | 東紀州 | 尾鷲警察署     | 尾鷲市古戸町       | 尾鷲市、北牟婁郡紀北町                                   |
| 三重     | 東紀州 | 熊野警察署     | 熊野市井戸町       | 熊野市（旧南牟婁郡紀和町を除く）                         |
| 三重     | 東紀州 | 紀宝警察署     | 南牟婁郡紀宝町鵜殿 | 熊野市の一部（旧南牟婁郡紀和町）、南牟婁郡御浜町・紀宝町 |
| 三重     | 伊賀   | 伊賀警察署     | 伊賀市四十九町     | 伊賀市（旧名賀郡青山町を除く）                           |
| 三重     | 伊賀   | 名張警察署     | 名張市蔵持町芝出   | 名張市、伊賀市の一部（旧名賀郡青山町）                   |

## 歴代警察本部長
| 代 | 氏名       | 在任期間                | 前職                                                                   | 後職                                                             |
| -- | ---------- | ----------------------- | ---------------------------------------------------------------------- | ---------------------------------------------------------------- |
| 1  | 渡邊一太郎 | 1954.07.01 - 1955.07.01 | 三重県国家地方警察隊長                                                 | 警察庁参事官                                                     |
| 2  | 小林利吉   | 1955.07.01 - 1957.01.19 | 熊本県警察本部長                                                       | 警察庁警務局付→辞職                                              |
| 3  | 渡邊實     | 1957.01.19 - 1958.12.05 | 青森県警察本部長                                                       | 中部管区警察局総務部長                                           |
| 4  | 永見昌司   | 1958.12.05 - 1960.07.13 | 防衛庁防衛局第二課長                                                   | 近畿管区警察局総務部長                                           |
| 5  | 山口廣司   | 1960.07.13 - 1962.05.08 | 陸上幕僚監部第二部別室長兼内閣調査室                                   | 大阪府警察本部警備部長                                           |
| 6  | 柏原及也   | 1962.05.08 - 1965.02.10 | 警察庁長官官房装備課長                                                 | 日本国有鉄道公安本部長                                           |
| 7  | 木村善隆   | 1965.02.10 - 1967.07.07 | 警察庁刑事局鑑識課長                                                   | 茨城県警察本部長                                                 |
| 8  | 川井正吉   | 1967.07.07 - 1969.04.01 | 警察庁長官官房装備課長                                                 | 大阪府警察本部警務部長                                           |
| 9  | 佐藤信     | 1969.04.01 - 1972.07.14 | 近畿管区警察局公安部長                                                 | 中国管区警察局総務部長                                           |
| 10 | 半田博     | 1972.07.14 - 1974.05.17 | 防衛庁防衛局調査課長                                                   | 警察庁警備局参事官                                               |
| 11 | 松井三郎   | 1974.05.17 - 1975.08.04 | 警察庁警務局給与厚生課長                                               | 警察庁警務局付                                                   |
| 12 | 佐々淳行   | 1975.08.04 - 1977.02.18 | 警察庁警備局警備課長                                                   | 警察庁刑事局参事官                                               |
| 13 | 小池勲     | 1977.02.18 - 1978.08.04 | 中部管区警察局公安部長                                                 | 中国管区警察局総務部長                                           |
| 14 | 若田末人   | 1978.08.04 - 1980.08.18 | 警察庁警備局警備課長                                                   | 近畿管区警察局公安部長                                           |
| 15 | 山田忠孝   | 1980.08.18 - 1982.05.28 | 警察大学校警備教養部長                                                 | 総理府内閣調査室主幹                                             |
| 16 | 石瀬博     | 1982.05.28 - 1983.08.22 | 警察庁刑事局保安部少年課長                                             | 大阪府警察本部総務部長                                           |
| 17 | 森廣英一   | 1983.08.22 - 1985.02.18 | 警察庁刑事局捜査第二課長                                               | 警察庁長官官房総務課長                                           |
| 18 | 増田裕     | 1985.02.18 - 1986.08.18 | 鳥取県警察本部長                                                       | 辞職                                                             |
| 19 | 鏡山昭典   | 1986.08.18 - 1988.03.26 | 警察庁警備局公安第三課長                                               | 辞職                                                             |
| 20 | 田邉八州雄 | 1988.03.26 - 1989.08.18 | 警察庁交通局交通指導課長                                               | 中国管区警察局総務部長                                           |
| 21 | 北村邦雄   | 1989.08.18 - 1991.07.29 | 中国管区警察局総務部長                                                 | 警察庁警務局付→ 1991.09.13関東管区警察局保安部長                 |
| 22 | 瀬川勝久   | 1991.07.29 - 1993.01.18 | 防衛庁陸上幕僚監部調査部調査第二課調査別室長                           | 警察庁刑事局保安部生活保安課長                                   |
| 23 | 丹下正彦   | 1993.01.18 - 1994.04.04 | 警察庁通信局無線通信課長                                               | 警察庁通信局長                                                   |
| 24 | 柳澤昊     | 1994.04.04 - 1995.09.08 | 警察庁警備局公安第二課長                                               | 内閣調査官                                                       |
| 25 | 河尻融     | 1995.09.08 - 1997.07.08 | 防衛庁厚生課長→ 1995.08.14警察庁出向                                   | 防衛庁秘書課長                                                   |
| 26 | 石川正     | 1997.07.08 - 1999.08.26 | 警察庁長官官房装備課長                                                 | 警察庁交通局交通企画課長                                         |
| 27 | 近藤善弘   | 1999.08.26 - 2001.09.07 | 警察庁刑事局暴力団対策二課長                                           | 神奈川県警察本部警務部長                                         |
| 28 | 野上豊     | 2001.09.07 - 2003.08.05 | 総務省自治行政局選挙部政治資金課政党助成室長→ 2001.08.??警察庁出向     | 総務省地域創造事務局長                                           |
| 29 | 飯島久司   | 2003.08.05 - 2005.03.31 | 皇宮警察本部警務部長                                                   | 警察大学校教務部長                                               |
| 30 | 木岡保雅   | 2005.03.31 - 2006.07.28 | 京都府警察本部警務部長                                                 | 文部科学省初等中等教育局児童生徒課長                             |
| 31 | 大庭靖彦   | 2006.07.28 - 2008.04.01 | 警察大学校生活安全教養部長                                             | 警察大学校警備教養部長                                           |
| 32 | 入谷誠     | 2008.04.01 - 2010.01.18 | 警察庁生活安全局地域課長                                               | 警察庁交通局交通企画課長                                         |
| 33 | 河合潔     | 2010.01.18 - 2011.08.31 | 内閣官房副長官補付内閣参事官                                           | 警視庁生活安全部長                                               |
| 34 | 斉藤実     | 2011.08.31 - 2013.1.25  | 警察庁警備局警備課長                                                   | 警察庁長官官房総務課長                                           |
| 35 | 高須一弘   | 2013.1.25 - 2014.6.30   | 警察庁刑事局組織犯罪対策部犯罪収益移転防止管理官                       | 大阪府警察本部警務部長                                           |
| 36 | 大賀真一   | 2014.6.30 - 2015.7.16   | 大阪府警察本部刑事部長                                                 | 警察庁長官官房付→ 警察庁刑事局組織犯罪対策部組織犯罪対策企画課長 |
| 37 | 森元良幸   | 2015.7.16 - 2017.4.5    | 警視庁警務部参事官・人事第一課長事務取扱                               | 警察庁警備局警備課長                                             |
| 38 | 難波健太   | 2017.4.5 - 2019.9.8     | 警察庁刑事局組織犯罪対策部国際捜査管理官                               | 警察庁長官官房首席監察官                                         |
| 39 | 岡素彦     | 2019.9.8 -2021.4.5      | 警察庁警備局公安課長                                                   | 警察庁警備局外事情報部外事課長                                   |
| 40 | 佐野朋毅   | 2021.4.5 -2023.1.16     | 警察庁警備局外事情報部外事課長                                         | 警察庁サイバー警察局サイバー企画課長                             |
| 41 | 難波正樹   | 2023.1.16 -2025.3.31    | 警察庁長官官房参事官（拉致問題対策担当）                               | 大阪府警察本部警務部長兼 万博対策本部副本部長事務取扱            |
| 42 | 敦澤洋司   | 2025.3.31 -             | 原子力規制委員会原子力規制庁長官官房安全規制管理官(核セキュリティ担当) |                                                                  |

## 装備
- パトカー - 300台以上。寄贈によりホンダ・NSXが1台配備されている[3]。
- 白バイ - 60台以上
- 警察用船舶 - 3隻
  - 三1 あらしま 17m型 2001-
  - 三2 かすみ 12m型
  - 三3 しろちどり 8m型
- 警察用航空機 - 2機
  - JA06ME いせ 2006-
  - JA10ME すずか 2009-

## 警察職員
- 警察官 - 3086人
- 事務官・技官 - 404人

2025(令和7)年5月26日現在。

## マスコットキャラクター

### ミーポくん
県の鳥 シロチドリ をキャラクター化したもので、愛称は、それぞれ三重（ミエ）の頭文字「ミ」と警察（ポリス）の頭文字「ポ」を取った「ミーポ
くん」とされている。
親近感をもたれるよう、卵形とされており、色彩の黄金色は県民の安全と治安の安泰を、羽根は県民に対し親しく敬礼している姿を表すなど、三重県警察の飛躍を意味するとともに、親切で明るく誰にも親しまれる三重県警察の存在感をアピールしたものである。。

## 最近の主な不祥事
- 2007年（平成19年）2月 - 刑事部捜査第一課の巡査部長が書店で万引き。県警はこの警察官を事件発覚後逮捕せず、公表しなかった理由について「逃亡・証拠隠滅の恐れがなく被害額も少なかった」と説明。
- 2013年（平成25年）2月2日 - 四日市南警察署刑事第二課係長の警部補がパチンコ店で女性店員のスカート内を盗撮して逮捕[6]。
- 2014年（平成26年）10月31日 - 機動捜査隊の30歳の男性巡査部長が、捜査活動中にコンビニエンスストアに立ち寄った際、トイレ内に拳銃と実弾を置き忘れたとして、減給100分の10の処分[7]。
- 2015年（平成27年）2月 - 男性巡査長(いずれも20歳代)2人が、警察職員の官舎の共益費約51万円を着服していたことが判明。県警は2人を2月27日付で減給処分としたが、「業務上の不祥事でなく、減給処分だった」ことを理由として、4月7日に新聞報道されるまで事実を公表していなかった[8]。
- 2016年（平成28年）7月 - 大台警察署留置管理課の男性巡査(20歳代)が18歳未満の少女にみだらな行為をしたとして、県青少年保護育成条例違反の疑いで逮捕。
- 2018年（平成30年）3月 - 備品の乾電池計4400本をそれぞれの保管場所から盗み、一部を転売するなどしたとして23日付で鑑識課の男性主任事務官(32歳)、高速隊の男性巡査長(28歳)、交通規制課の男性警部補(45歳)、3人が減給10分の１（3ヵ月）、交通機動隊の男性巡査長(52歳)を減給10分の1（1ヵ月）また監督責任として、それぞれの上司5人を業務指導の懲戒処分とした。また4人を窃盗容疑で同日付で津地方検察庁に書類送検した。4人は2016年6月―2017年1月下旬ごろにかけて、津市や桑名市にある各所属部署の保管場所から、備品の単三、単四乾電池を1人当たり200―2000本、計4400本（被害総額8万3268円相当）盗み、私用で使ったりリサイクルショップに転売したりしていたという[9]。
- 2018年（平成30年）5月 - 伊勢警察署刑事第一課の男性警部補（30代）が伊勢市内のバーで経営者の女性に胸を触るなどのわいせつな行為をしたとして、強制わいせつの疑いで書類送検。女性は男性警部補の腕をつかみ、手で相手の口をふさいで抵抗したが、力ずくでふりほどかれたという。隙を見て席を立っても「横に座れ」と言われ、「警察官がこんなことをしても良いのか。伊勢署に電話をする」ととがめても、聞かなかったという[10]。
- 2018年（平成30年）7月 - 男性巡査（20代）元交際相手の女性（20代）を会員制交流サイト（SNS）で中傷するストーカー行為をし、三重県公安委員会からストーカー行為の禁止命令を受けた。県警は8月9日、男性巡査を減給100分の10（3ヵ月）の懲戒処分とし、男性巡査は同日付で依願退職[11]。
- 2020年（令和2年）1月 - 桑名警察署の男性警部（37歳）に桑名市内の居酒屋の駐車場に止めた車の中で酒に酔った状態で抱きつかれて何回もキスされた、と知人の女性（20代）が被害を申し出た。このほか、2019年8月から11月までに知人女性4人も被害に遭っていた。県警は男性警部を停職3ヵ月の懲戒処分とした[12]。
- 2021年（令和3年）6月 - 県警はこの年に、外国人の不法就労や不法滞在の防止についての統計や啓発内容をウェブサイトにまとめて公開したが、このサイトに掲載したイラストに、外国人差別を助長しかねない表現が多数見つかったとの指摘が相次いで寄せられた。県警は6月までに当該のイラストを削除した[13]。
- 2021年（令和3年）7月 - 県警の30歳代の男性巡査が、同居していた18歳未満の子供に対し、保護者の立場を利用する形でわいせつ行為をしていたとして逮捕され、7月30日付で懲戒免職処分となった[14]。
- 2021年（令和3年）12月 - 名張警察署留置管理課の42歳の男性巡査部長が、四日市西警察署時代の同年3月1日に署から帰宅途中、菰野町内の神社から賽銭を盗んだほか、7月には正当な理由なくピッキング用工具を所持していたなどとして、県警は12月10日に津地方検察庁四日市支部に書類送検。この巡査部長は同日付で停職3ヵ月の処分を受け依願退職[15]。

## 未解決事件
- 伊勢市女性記者行方不明事件
- 四日市ジャスコ誤認逮捕死亡事件
- 北山結子さん行方不明事件